# Federalna okrožja Rusije
Federalna okrožja (rusko федера́льные округа́, federalnyye okruga) so skupine federalnih subjektov Rusije. Federalna okrožja niso omenjena v državni ustavi, nimajo lastnih pristojnosti in ne upravljajo regionalnih zadev. Obstajajo izključno za spremljanje skladnosti med zveznimi in regionalnimi pravnimi organi ter za zagotavljanje vladnega nadzora nad javno upravo, sodstvom in zveznimi agencijami, ki delujejo v regijah.
Rusija je od 13. maja 2000 razdeljena na osem federalnih okrožij (rusko федера́льный о́круг); pet v Evropi, tri v Aziji:
1. Osrednje federalno okrožje (rusko Центра́льный федера́льный о́круг, tr. Tsentralny federalny okrug)
2. Južno federalno okrožje (rusko Ю́жный федера́льный о́круг, tr. Yuzhny federalny okrug)
3. Severozahodno federalno okrožje (rusko Северо-Западный федеральный округ)
4. Daljnovzhodno federalno okrožje (rusko Дальневосто́чный федера́льный о́круг, tr. Dalnevostochny federalny okrug)
5. Sibirsko federalno okrožje (rusko Сиби́рский федера́льный о́круг, tr. Sibirsky federalny okrug)
6. Uralsko federalno okrožje (rusko Ура́льский федера́льный о́круг, tr. Uralsky federalny okrug)
7. Privolško federalno okrožje (rusko Приво́лжский федера́льный о́круг, tr. Privolzhsky federalny okrug)
8. Severnokavkaško federalno okrožje (rusko Се́веро-Кавка́зский федера́льный о́круг, tr. Severo-Kavkazsky federalny okrug)

| Federalno okrožje | Federalno okrožje                 | Datum ustanovitve | Površina (km2) | 2010 census                                                                   | 2010 census | 2017 HDI | 2017 Nominal BDP          | 2017 Nominal BDP   | Federalni subjekti | Upravno središče | Karta Federalnega okrožje |
| Federalno okrožje | Federalno okrožje                 | Datum ustanovitve | Površina (km2) | Prebivalcev                                                                   | na km2      | 2017 HDI | RUB (USD)                 | per capita         | Federalni subjekti | Upravno središče | Karta Federalnega okrožje |
| ----------------- | --------------------------------- | ----------------- | -------------- | ----------------------------------------------------------------------------- | ----------- | -------- | ------------------------- | ------------------ | ------------------ | ---------------- | ------------------------- |
|                   | Osrednje federalno okrožje        | 18. maj 2000      | 650.200        | 38.438.600                                                                    | 59,1        | 0,838    | 26.164 mrd (448 mrd $)    | 666.426 ₽ ($11423) | 18                 | Moskva           |                           |
|                   | Severozahodno federalno okrožje   | 18. maj 2000      | 1.687.000      | 13.583.800                                                                    | 8,1         | 0,827    | 8.195 mrd (140 mrd $)     | 588.507 ₽ ($10087) | 11                 | Sankt Peterburg  |                           |
|                   | Južno federalno okrožje           | 18. maj 2000      | 427.800        | 16.141.100 Krim je Rusija priključila leta 2014 po ruskem popisu leta 2010.}} | 37,7        | 0,793    | 5.362 billion (92 mrd $)  | 326.244 ₽ ($5592)  | 8                  | Rostov na Donu   |                           |
|                   | Severnokavkaško federalno okrožje | 19. januar 2010   | 170.400        | 9.496.800                                                                     | 55,7        | 0,785    | 1.865 mrd (32 mrd $)      | 190.285 ₽ ($3261)  | 7                  | Pjatigorsk       |                           |
|                   | Privolško federalno okrožje       | 18. maj 2000      | 1.037.000      | 29.900.400                                                                    | 28,8        | 0,797    | 11.027 mrd (164 mrd $)    | 372.654 ₽ ($6387)  | 14                 | Nižni Novgorod   |                           |
|                   | Uralsko federalno okrožje         | 18. maj 2000      | 1.818.500      | 12.082.700                                                                    | 6,6         | 0,833    | 10.678 mrd (183 mrd $)    | 864.540 ₽ ($14818) | 6                  | Jekaterinburg    |                           |
|                   | Sibirsko federalno okrožje        | 18. maj 2000      | 4.361.800      | 17.178.298                                                                    | 3,9         | 0,788    | 7.758 billion (116 mrd $) | 401.809 ₽ ($6887)  | 10                 | Novosibirsk      |                           |
|                   | Daljnovzhodno federalno okrožje   | 18. maj 2000      | 6.952.600      | 8.371.257                                                                     | 1,2         | 0,801    | 3.878 mrd (66 mrd $)      | 628.172 ₽ ($10767) | 11                 | Vladivostok      |                           |

## Zgodovina
Federalna okrožja Rusije je leta 2000 ustanovil predsednik Vladimir Putin, da bi olajšal nalogo zvezne vlade nadzora takratnih 89 federalnih subjektov po vsej državi.
19. januarja 2010 se je novo Severnokavkaško federalno okrožje ločilo od Južnega federalnega okrožja.
Marca 2014 je bilo po priključitvi Krima ustanovljeno Krimsko federalno okrožje. Zakonitost te aneksije oporeka velika večina držav. Federalno okrožje Krim je bilo 28. julija 2016 ukinjeno in združeno v Južnim federalnim okrožjem, da bi se izboljšalo upravljanje.
Novembra 2018 sta bili Republika Burjatija in Zabajkalski okraj izločeni iz Sibirskega federalnega okrožja in dodana Daljnovzhodnemu v skladu z odlokom, ki ga je izdal Putin. Upravno središče Daljnovzhodnega federalnega okrožja je bilo decembra 2018 prestavljeno iz Habarovska v Vladivostok.